# Beata Wysok
Beata Izabela Wysok – polska lekarka weterynarii, doktor habilitowany nauk rolniczych.

## Kariera naukowa
W 2004 roku uzyskała tytuł lekarza weterynarii, nadanego przez Uniwersytet Warmińsko-Mazurski w Olsztynie. 
25 czerwca 2008 roku ukończyła studia doktoranckie na kierunku nauki weterynaryjne na Wydziale Medycyny Weterynaryjnej Uniwersytetu Warmińsko-Mazurskiego w Olsztynie na podstawie pracy pt. Stopień zanieczyszczenia mięsa bakteriami rodzaju Campylobacter podczas obróbki poubojowej drobiu rzeźnego.
19 marca 2021 roku uzyskała stopień doktora habilitowanego nauk rolniczych w dyscyplinie weterynarii na Uniwersytecie Warmińsko-Mazurskim w Olsztynie na podstawie rozprawy pt. Patogenność szczepów Campylobacter spp. wyizolowanych od zwierząt rzeźnych i ludzi.

## Publikacje
- 2005: Ozonation as an alternative method of disinfecting knives for use in meat processing.
- 2006: Ozone as an alternative disinfectant – a review.
- 2007: Bactericidal effect of chlorine on thermotolerant Campylobacter species in poultry cuts..
- 2007: Toxins occuring in fish, crustacea and shellfish – a review..
- 2008: Zagrożenia bezpieczeństwa żywności powodowane czynnikami zoonotycznymi.
- 2008: Wpływ metod chłodzenia na stopień zanieczyszczenia tuszek drobiowych bakteriami rodzaju Campylobacter.
- 2015: Determination of the cytotoxic activity of Campylobacter strains isolated from bovine and swine carcasses in north – eastern Poland.
- 2016: Clostridium botulinum spores in honey from small apiaries in Poland.
- 2017: Prevalence of Clostridium botulinum type A, B, E and F isolated from directly sold honey in Lithuania.
- 2017: Honey sold directly by producers in the Silesian region of Poland as a source of Clostridium botulinum types A, B, E, and F.
- 2017: Occurrence of faecal shedding of Mycobacterium avium subs. paratuberculosis by calves.
- 2018: Detection of virulence genes determining the ability to adhere and invade in Campylobacter spp. from cattle and swine in Poland.
- 2020: Clostridium difficile in bee products: assessing the spread of the bacterium.
- 2020: Antimicrobial resistance and virulence-associated markers in Campylobacter strains from diarrheic and non-diarrheic humans in Poland.
- 2020: Antimicrobial resistance and virulence properties of Campylobacter spp. originating from domestic geese in Poland.

Opracowano na podstawie źródła:.